# Stella Müller-Madej
Stella Müller-Madej (ur. 5 lutego 1930 w Krakowie, zm. 29 stycznia 2013 w Krakowie) – ocalona z Holocaustu przez Oskara Schindlera, autorka wspomnień.

## Życiorys
Urodziła się w Krakowie w zasymilowanej, zamożnej rodzinie żydowskiej, jako córka Zygmunta Müllera (1902–1982) i Berty z domu Bleiweis (1905–1985). Jej ojciec prowadził hurtownię szkła przy ulicy Stradomskiej. Podczas II wojny światowej, w listopadzie 1939 jej mieszkanie przy ulicy Szymanowskiego 3 zarekwirowali hitlerowcy, nie pozwalając niczego zabrać ze sobą. Następnie zamieszkała u rodziny przy ulicy Bosackiej. Od marca 1941 przebywała w krakowskim getcie. W 1942 trafiła do obozu w Płaszowie. W październiku 1944 trafiła do niemieckiego obozu koncentracyjnego Auschwitz (numer 76372). Dzięki staraniom wuja została wpisana wraz z rodziną na listę Schindlera i wraz z innymi więźniami z listy wysłana do fabryki Brunnlitz na Morawach, gdzie pracowała jako tokarz. Tam wraz z rodzicami i bratem Adamem doczekała wyzwolenia w maju 1945.
Po zakończeniu wróciła do Krakowa, gdzie w 1952 ukończyła gimnazjum. Wyszła za mąż w 1954 i ponowne w 1968. W 1959 wyjechała do Stanów Zjednoczonych, gdzie mieszkała u brata ojca, Norberta Müllera i pracowała przez trzy lata, aby utrzymać rodzinę w Polsce. Wróciła do kraju i do końca życia mieszkała w Krakowie. Została pochowana 7 lutego 2013 w grobie rodzinnym na cmentarzu wojskowym przy ul. Prandoty.

## Twórczość
W 1991 wydała własnym nakładem wspomnienia z czasów okupacji Dziewczynka z listy Schindlera. Oczami dziecka, które przetłumaczono na dziewięć języków, w tym niemiecki, angielski, holenderski, duński i japoński. W Stanach Zjednoczonych jej wspomnienia są przyrównywane są do wartości Dziennika Anny Frank. W 2001 roku książka została uhonorowana nagrodą Krakowska Książka Miesiąca.
W 2001 ukazała się druga część jej wspomnień Dziewczynka z listy Schindlera. Lata powojenne, gdzie przedstawiła dalsze losy rodziny Müllerów, a szczególnie wpływ obozowej traumy na życie bohaterki; jest także wybiórczą kroniką życia w powojennym Krakowie.